# ČSD T 679.1 sorozat
A ČSD T 679.1 és a ČSD T 679.5, jelenlegi nevén ČD 781 és ŽSSK 781 eredetileg egy Co' Co' tengelyelrendezésű csehszlovák dízelmozdonysorozat volt. A sorozatgyártást 1966 és 1979 között a Luhanszkteplovoz végezte a Szovjetunióban. Összesen 574 T 679.1-es és 25 db T 679.5-ös készült. Csehszlovákia felbomlása után a mozdonyok egy része Szlovákiába, egy része pedig Csehországba került.